# Ligne de Rouxmesnil à Eu

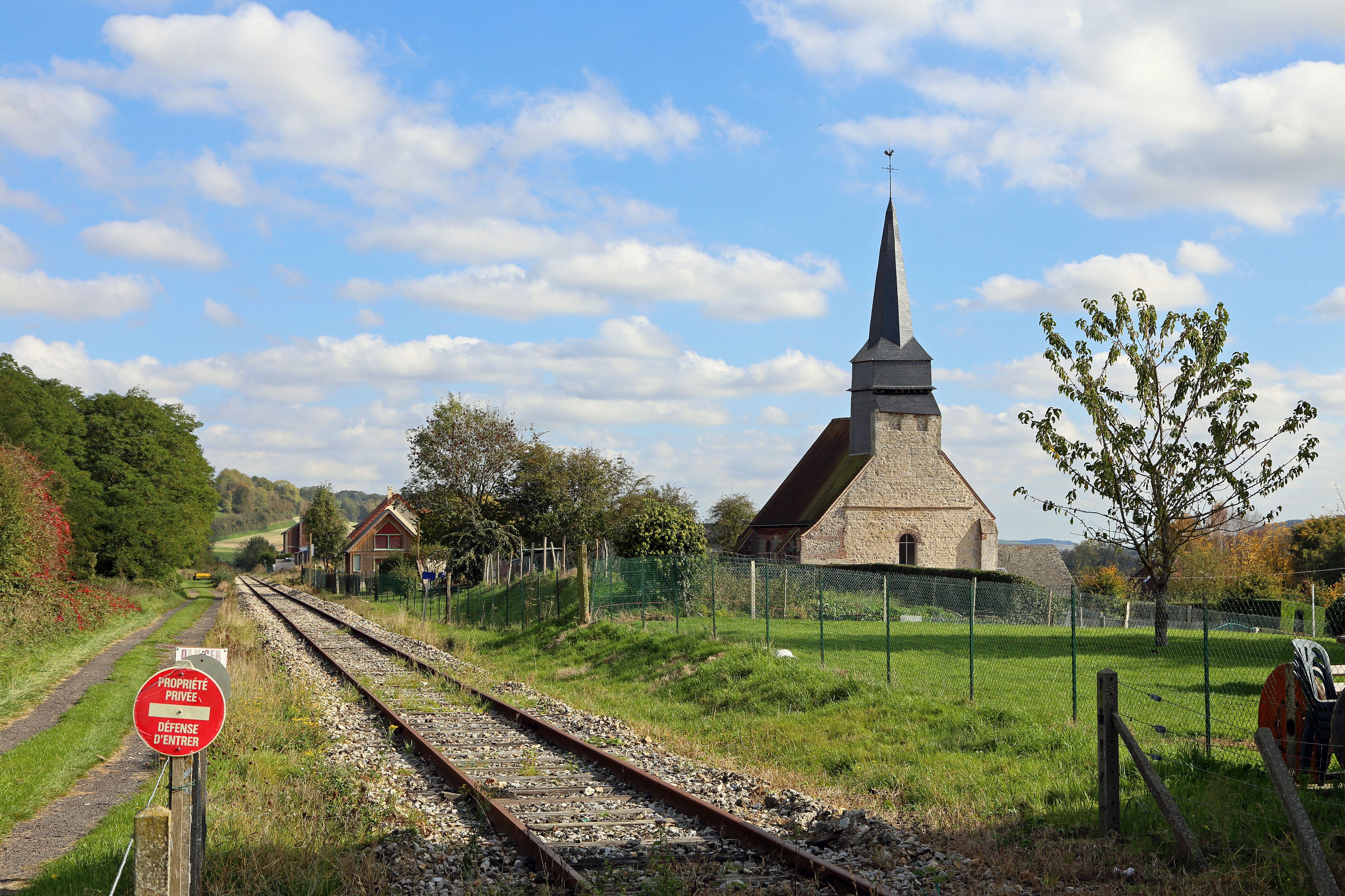
État actuel de la ligne à hauteur du village de Sauchay-le-Bas

La ligne de Rouxmesnil à Eu, parfois dénommée ligne de Dieppe au Tréport, est une voie ferrée à écartement standard, sise dans le département français de Seine-Inférieure (aujourd'hui Seine-Maritime), établie par la Compagnie des chemins de fer de l'Ouest dans le cadre du plan Freycinet. Inauguré en 1885, ce chemin de fer fut fermé aux voyageurs en 1938 et progressivement aux marchandises à partir 1972. Une partie de son parcours reste toutefois en exploitation pour assurer des transports spéciaux à destination de la centrale nucléaire de Penly.

## Tracé

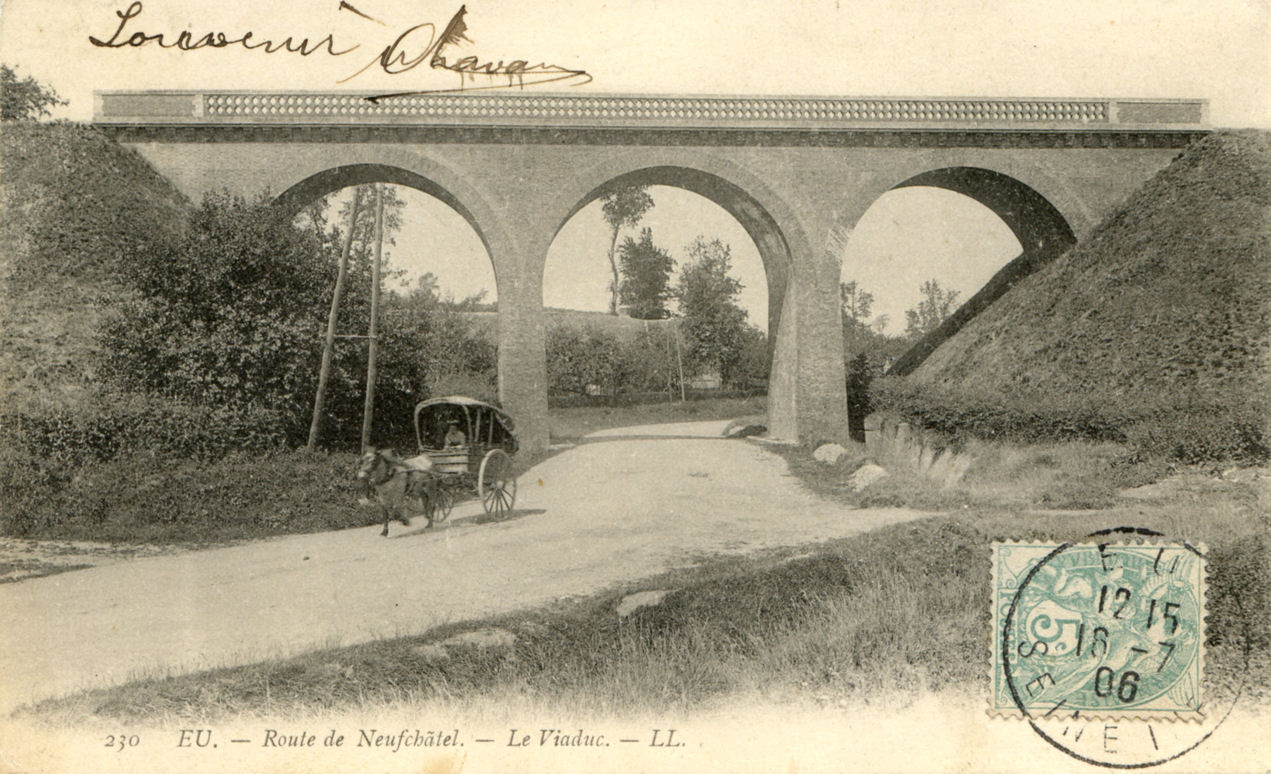
À la sortie de la ville d'Eu, la ligne franchit la N314 par un court viaduc.

La voie ferrée part de la gare d'Eu-la Chaussée, située sur les lignes de la Compagnie des chemins de fer du Nord reliant Paris-Nord au Tréport et cette dernière ville à Abbeville. Après quelques centaines de mètres de parcours commun avec ces deux itinéraires, elle s'en détache laissant à droite la ligne de Paris, puis à gauche celle d'Abbeville. Puis, décrivant une large courbe, le chemin de fer passe, après avoir franchi la Bresle, au-dessus de l'itinéraire de Paris par un saut-de-mouton. Le voie s'engage alors, fendant l'épaulement du plateau de Beaumont, dans une longue rampe de 15 ‰ jusqu'à un premier faîte, la station de Saint-Rémy-Boscrocourt, qu'elle atteint après avoir franchi la nationale 314 (Eu – Neufchâtel-en-Bray) par un court viaduc de briques. Après être monté sur le plateau du Petit-Caux, la ligne redescend par une déclivité semblable vers la vallée de l'Yères enjambée par un autre viaduc, long de 125 m (le plus important ouvrage d'art du parcours), peu avant la gare de Touffreville-sur-Eu.
Un nouveau dos d'âne l'attend pour s'élever, toujours avec une déclivité de 15 ‰, jusqu'à Saint-Quentin-au-Bosc où elle atteint son point le plus haut. S'ensuit une longue descente (rampe de 15 ‰, puis de 12 ‰) jusqu'à la principale gare du parcours, celle d'Envermeu où, à partir de novembre 1906, elle offre une correspondance avec la ligne à voie métrique d'Aumale gérée par la Société générale des chemins de fer économiques (SE) qui se prolonge jusqu'à Amiens, dans le cadre du réseau départemental de la Somme affermé à la société précitée. L'itinéraire descend ensuite la vallée de l'Eaulne (avec une faible pente de 4 à 7 ‰) avant de rejoindre la ligne Paris – Dieppe, gérée par la Compagnie des chemins de fer de l'Ouest, à Rouxmesnil-Bouteilles à 4,1 km au sud de Dieppe,.

## Construction, exploitation jusqu'à la Seconde Guerre mondiale

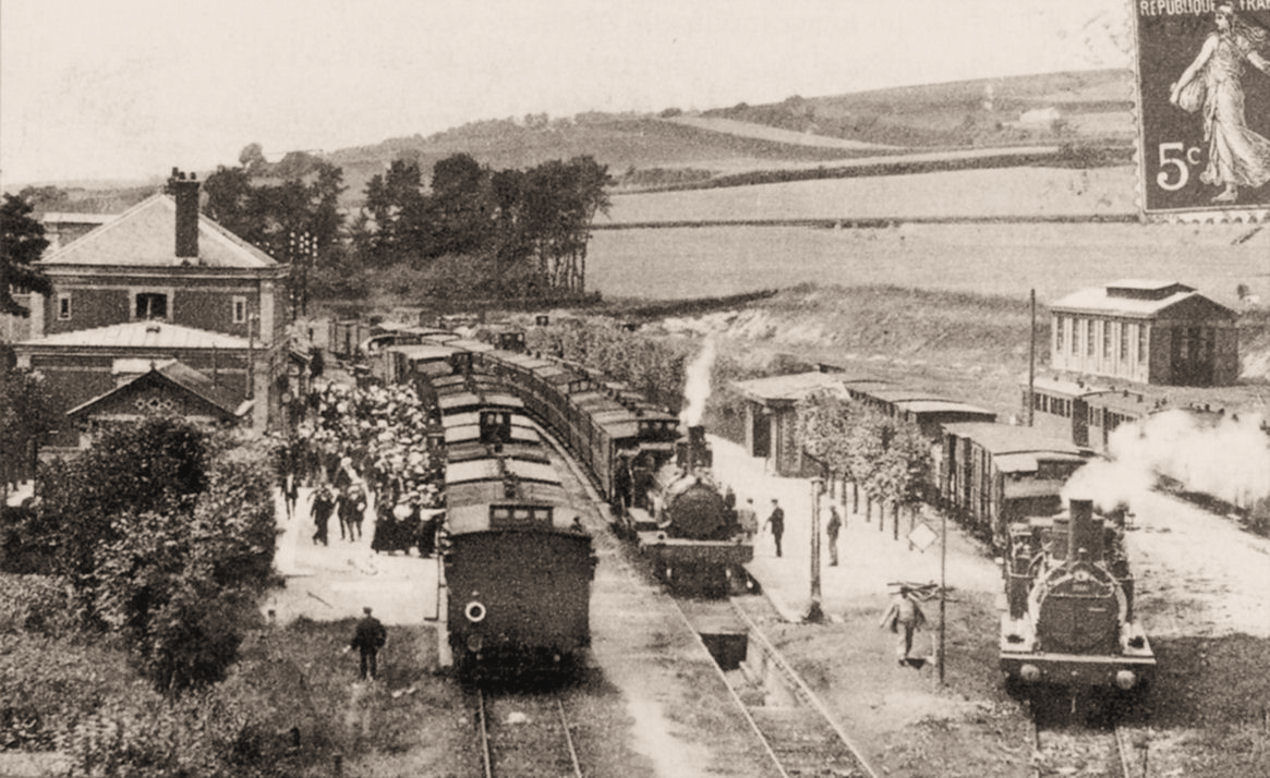
Affluence en gare d'Envermeu en 1910; un train de voyageurs Dieppe - Le Tréport tracté par une 220 croise un convoi assurant la circulation inverse, tout en dépassant une rame de marchandises remorquée par une 030. À l'extrême droite, un train à voie métrique assure la correspondance avec la voie ferrée d'intérêt local d'Aumale à Envermeu

La construction de la ligne Eu - Dieppe fut retenue par la loi du 17 juillet 1879 dans le cadre du plan Freycinet (projet no 40), destiné à parfaire le maillage ferroviaire de la France,. La voie ferrée permettait une liaison entre les réseaux du Nord et de l'Ouest le long des côtes de la Manche, elle devait également être un des maillons de la ligne stratégique littorale partant du Havre et aboutissant à Abbeville. La ligne est déclarée d'utilité publique par une loi le 21 février 1880. Elle est concédée à titre définitif par l'État à la Compagnie des chemins de fer de l'Ouest par une convention signée entre le ministre des Travaux publics et la compagnie le 17 juillet 1883. Cette convention est approuvée par une loi le 20 novembre suivant. Elle fut construite en voie unique et inaugurée le 22 août 1885,. L'ingénieur des Ponts et Chaussées Albert de Préaudeau fut chargé des études et travaux sur la ligne Eu-Dieppe et Dieppe-Le Havre.
De 1885 à 1914, la ligne fut parcourue par cinq omnibus quotidiens aller-retour assurant la liaison Dieppe - Le Tréport - Mers en plus d'1 h 15 min et par des convois de marchandises assurant un service de wagons isolés ou de trains complets acheminant des phosphates, débarqués dans le port de Dieppe, destinés aux industries verrières de la vallée de la Bresle. La traction était assurée par des machines du dépôt de Dieppe de différents types: 021, 030, 230T, 230. Le rachat de la Compagnie des chemins de fer de l'Ouest défaillante par l'Administration des chemins de fer de l'État, effectif le 1er janvier 1909, ne changea rien à l'exploitation de l'itinéraire. 
La Première Guerre mondiale vit le nombre de circulation de voyageurs limité à deux par jour, mais la voie ferrée joua pleinement son rôle de ligne militaire destinée à ravitailler, à partir des ports normands, l'armée britannique qui tenait le front de la Somme. L'itinéraire fut mis à double voie, un raccordement direct fut établi à Eu avec la ligne menant à Abbeville (appelé depuis lors ligne stratégique) et fréquenté par des convois lourds acheminant ravitaillement, armes et munitions. 
Après la fin du conflit, la seconde voie fut déposée, le nombre de circulations réduit à trois omnibus quotidiens dans chaque sens (un le matin, un le midi, un le soir) parcourant l'itinéraire en 1 h 05 min pour le plus rapide. Aux locomotives de l'État vinrent s'adjoindre, pour la traction, des machines allemandes (de type 140 et 230) concédées au titre des réparations. La désaffection des voyageurs qui préféraient au chemin de fer les autocars empruntant la route littorale, plus directe et desservant Criel-sur-Mer, conduisit à l'interruption du service voyageurs le 2 octobre 1938, quelques mois après le remplacement des grandes compagnies par la Société nationale des chemins de fer français (SNCF).

## La ligne, entre fermeture et renaissance, depuis la Seconde Guerre mondiale

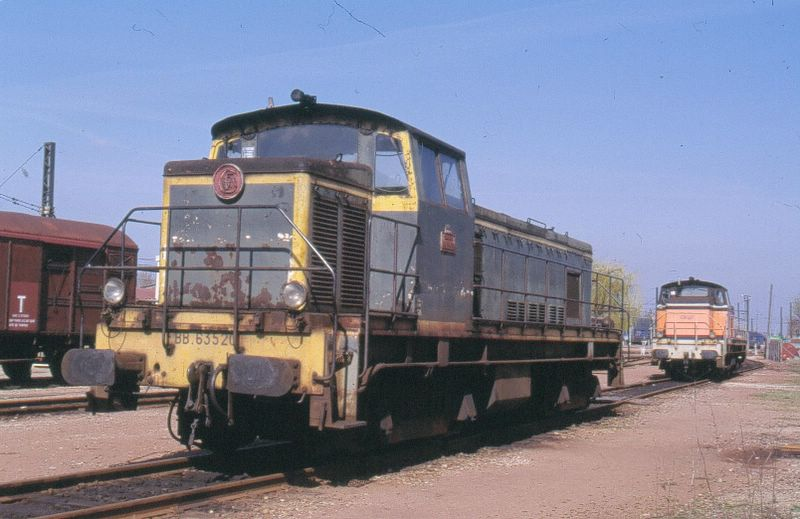
Les BB 63000 assurèrent la traction des derniers convois de marchandises empruntant la totalité de la ligne

Avec le début de la Seconde Guerre mondiale, la ligne retrouva tout son intérêt stratégique ; le génie procéda ainsi à un nouveau doublement de la voie durant les mois de la drôle de guerre. Toutefois, l'avancée allemande de mai-juin 1940 entraina les militaires français à faire sauter le saut-de-mouton d'Eu, paralysant les voies Eu - Dieppe et Le Tréport - Mers - Paris-Nord. Les autorités d'occupation rétablirent la circulation dès le 18 octobre 1940, déposèrent néanmoins la seconde voie et l'itinéraire servit, en outre, à transporter les matériaux nécessaires à la construction du mur de l'Atlantique sur le littoral cauchois.
La fin du conflit vit le retour du transport de marchandises marqué par une activité saisonnière soutenue lors de la récolte des betteraves sucrières. La ligne fut marquée, au cours des années 1950 et 1960, par deux évolutions notables : le remplacement de la traction vapeur, assurée par les 140C ou G et les 141C, par la traction diesel des BB 66000 ET BB 63000, le déclin régulier des tonnages transportés. Finalement, le 3 avril 1972, la SNCF décida de suspendre toute activité sur la section entre Eu et Envermeu. et continua d'exploiter le tronçon entre Rouxmesnil et Envermeu en trafic restreint à raison d'une desserte bihebdomadaire. La section d'Eu à Envermeu fut déclassée en février 1975) ; l'itinéraire d'Envermeu à Saint-Quentin-au-Bosc, est devenue un embranchement particulier (voir ci-dessous), celui de Saint-Quentin-au-Bosc à Eu a été déferrée en 1982.

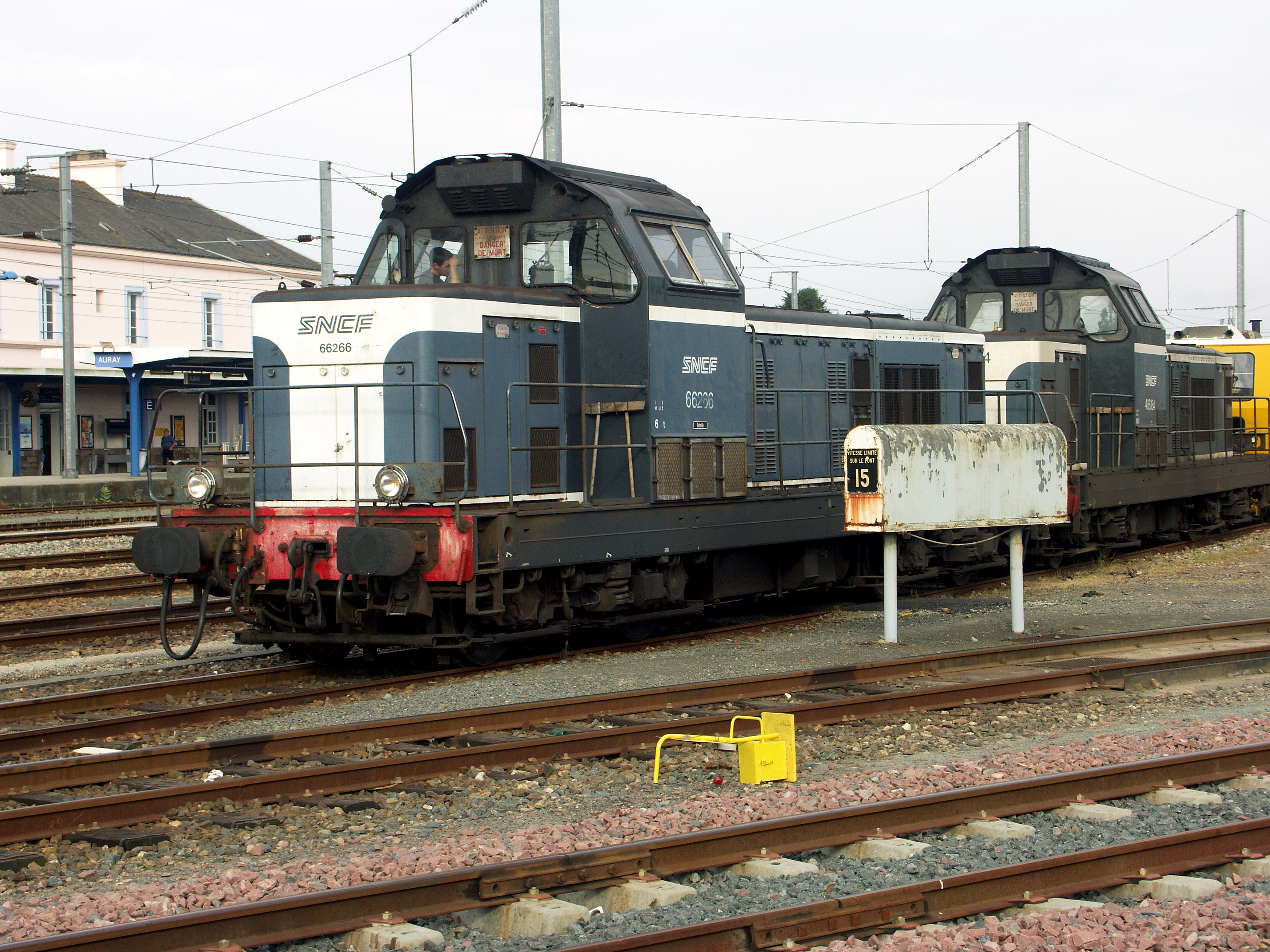
Unité multiple de BB 66000

La perspective de la fermeture de la dernière partie de la ligne était probable mais un événement allait changer le cours des choses : la construction, à partir de 1980,  d'une centrale nucléaire à Penly sur le littoral à une douzaine de kilomètres à l'est de Dieppe. Des besoins considérables en matériaux d'enrochement incitèrent EDF à faire appel à la SNCF pour assurer le transport d'une grande partie de ceux-ci. Au début de l'année 1981, il fut décidé de réutiliser la voie Rouxmesnil - Envermeu - Saint-Quentin-au-Bosc et de construire, entre cette dernière commune et le site de la centrale, un embranchement sur une distance de 7,8 km. Les travaux, rapidement menés par les entreprises Drouard et S.E.I., permirent une mise en service dès le mois de juin 1981. Des convois lourds de pierre concassée purent alors circuler; au plus fort de la construction de la centrale, 2 rames quotidiennes de 25 à 27 wagons, pour une charge totale avoisinant les 2 000 tonnes, étaient acheminées sur l'itinéraire. Les rampes de 15 ‰ entre Envermeu et Saint-Quentin-au-Bosc nécessitaient l'emploi de 4 locomotives BB 66000, 2 en tête, 2 en pousse.
Depuis 1981, la ligne peut être divisée en trois parties distinctes :
- la section Rouxmesnil - Envermeu (11,2 km) exploitée par la SNCF pour les marchandises, mais dans le cadre d'un trafic restreint ;
- la section Envermeu - Penly (15,1 km), considérée comme embranchement particulier de l'EDF. Avec la fin des principaux travaux sur le site de la centrale, la ligne voit seulement passer des trains chargés du transport du combustible nucléaire, en particulier des châteaux irradiés à destination du centre de retraitement de La Hague. La construction d'un nouveau réacteur de type EPR donnerait un surcroît d'activité à l'itinéraire, Penly était candidate comme site d'implantation de l'EPR, mais c'est finalement Flamanville qui a été choisi en 2007[16]. Le projet a été relancé en janvier 2009, par le président Nicolas Sarkozy[17], mais l'enquête d'utilité publique a été repoussée sine die sans qu'un abandon officiel ne soit décrété officiellement par la nouvelle majorité ;
- la section Saint-Quentin-au-Bosc - Eu, déferrée et transformée en sentier de randonnée, le Chemin vert du Petit Caux[15].